# Discophora ogina
Discophora ogina är en fjärilsart som beskrevs av Pierre André Latreille och Jean Baptiste Godart 1824. Discophora ogina ingår i släktet Discophora och familjen praktfjärilar. Inga underarter finns listade i Catalogue of Life.

## Bildgalleri

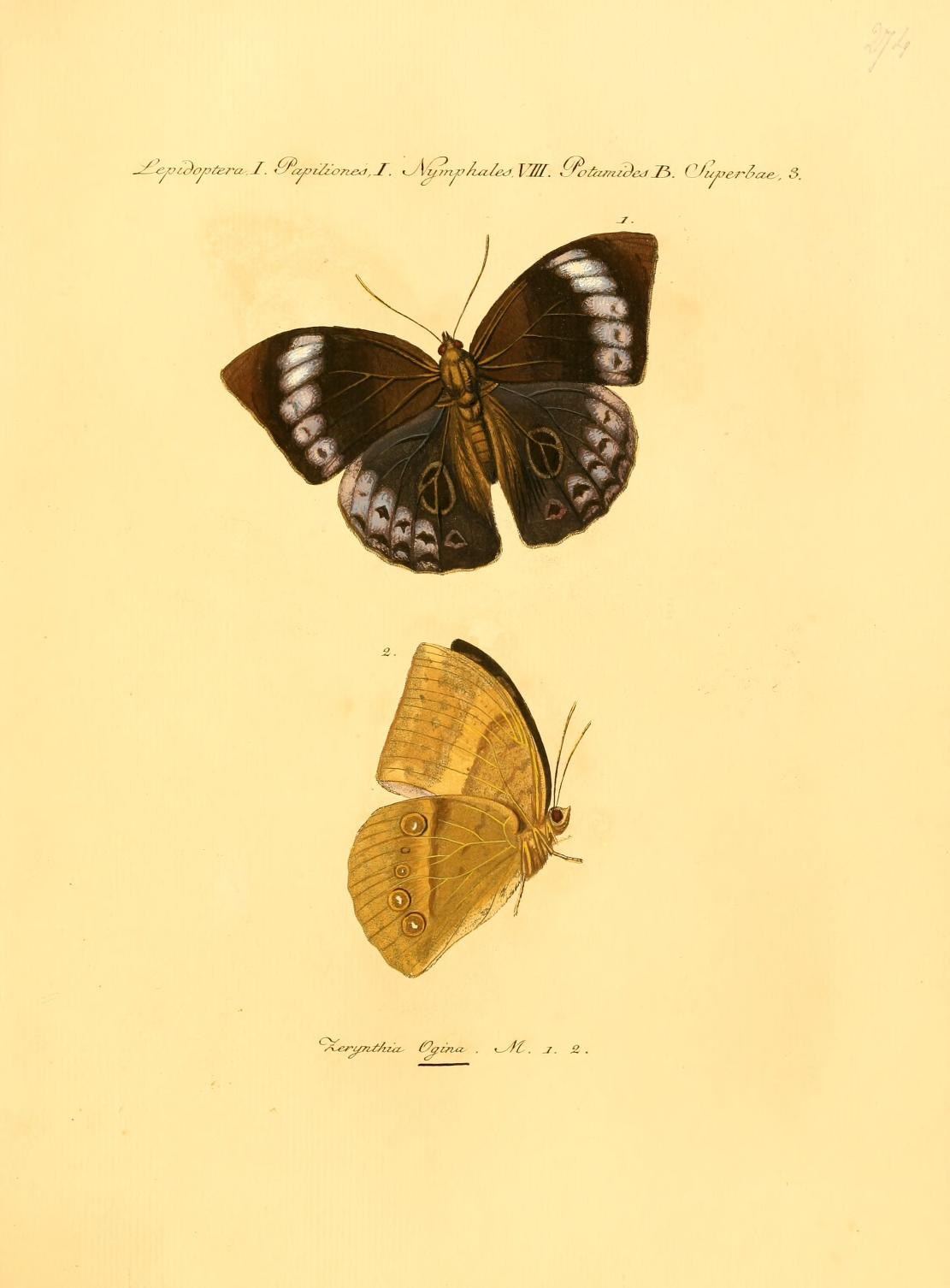